# Brunfelsia
Brunfelsia (Brunfelsia pauciflora) är en art i familjen potatisväxter från östra Venezuela och sydöstra Brasilien. Den odlas ibland som krukväxt I Sverige.

## Beskrivning
Brunfelsia är en halvt städsegrön, glest förgrenad buske som blir 1-2,5 m hög i naturen, 50–60 cm i kruka. Bladen är 8–16 cm långa, ovala, läderartade, mörkgröna med ljusare undersida. Blommorna sitter 1-11 i en flock, de blir omkring 5 cm i diameter, purpurvioletta, de bleknar senare till blekt lila för att slutligen bli vita. Blompipen är 2-4,5 cm lång.
Arten liknar manacabrunfelsia (B. uniflora) , men hos denna sitter blommorna ensamma. Blompipen är endast 1,3–2 cm lång.

## Underarter
Två underarter kan urskiljas:
- subsp. pauciflora - har blad med 7-13 sidonerver. Blommorna sitter 1-11 tillsammans.
- subsp. fragrans - har blad med 5-7 sidonerver. Blommorna sitter 1-2 tillsammans.

## Sorter
- 'Eximia' ('Floribunda Compacta') - 120–150 cm. Bladen är mellanstora med vågiga kanter. Blommorna är stora, purpurvioletta med vitt svalg, de bleknar senare till vitt. Fodret har täta klibbhår.
- 'Floribunda' - 120–200 cm. Bladen är glänsande. Blommor till 3,7 cm i diameter, purpurvioletta, de bleknar senare till blekt lila och senare vita. Rikblommande.
- 'Lindeniana' - har blad med ojämn ovansida. Blommorna är lilarosa.
- 'Macrantha' ('Compacta', 'Grandiflora', 'Purple Robe') - Bladen är större än hos de övriga sorterna, de är läderartade, släta. Blommorna blir 5–8 cm i diameter, purpurvioletta blommor utan vitt svalg, de bleknar mindre än övriga sorter. Fodret saknar hår.

## Odling
Se släktet

## Synonymer och auktorer
subsp. pauciflora
- Brunfelsia calycina Bentham ex de Candolle
- Brunfelsia calycina f. grandiflora (D.Don) Voss
- Brunfelsia calycina var. eximia (Scheidweiler ex Moore & Ayers) L.H.Bailey & Raffill = 'Eximia'
- Brunfelsia calycina var. floribunda L.H.Bailey & Raffill  = 'Floribunda'
- Brunfelsia calycina var. lindeniana (Planch.) Raffill = 'Lindeniana'
- Brunfelsia calycina var. macrantha (Lemaire) L.H.Bailey & Raffill  = 'Macrantha'
- Brunfelsia eximia (Scheidweiler ex Moore & Ayers) Bosse = 'Eximia'
- Brunfelsia grandiflora D.Don
- Brunfelsia grandiflora subsp. schultesii Plowman
- Brunfelsia lindeniana (Planchon) N.E.Brown
- Brunfelsia pauciflora var. calycina (Bentham ex de Candolle) J.A.Schmidt
- Franciscea calycina (Bentham ex de Candolle) Miers
- Franciscea eximia Scheidweiler ex Moore & Ayres = 'Eximia'
- Franciscea lindeniana Planchon = 'Lindeniana'
- Franciscea macrantha Lemaire = 'Macrantha'
- Franciscea pauciflora Cham. & Schltdl.

subsp. fragrans Plowman